# Academie van bouwkunst Maastricht
De Academie van Bouwkunst Maastricht, voorheen Limburgse Academie voor Bouwkunst, is een architectuuropleiding in Maastricht, thans onderdeel van het Maastricht Institute of Arts, dat op zijn beurt onderdeel is van Zuyd Hogeschool.

## Geschiedenis

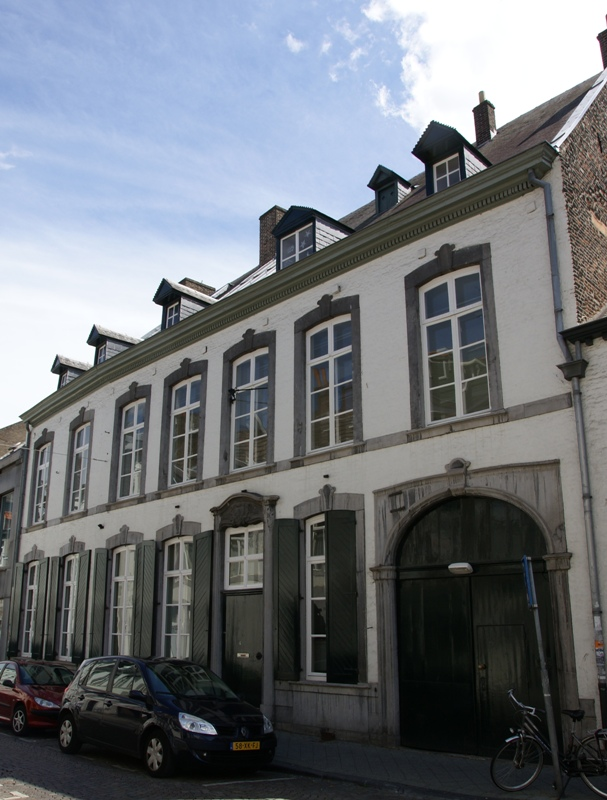
Het pand aan Brusselsestraat 77 te Maastricht

De Limburgse Academie voor Bouwkunst werd in 1945 door Jo Turlings en Jan Zollner gesticht. De eerste twee jaar was het gevestigd in de ambachtsschool van Sittard, waarna het verhuisde naar Huize "De Stuers", een voormalige woning van bouwmeester Victor de Stuers in de Brusselsestraat te Maastricht, dat voor de behuizing van de academie was gerestaureerd.
In 1963 werd het pand aan Capucijnenstraat 98 aangekocht. Dit pand werd na de nodige restauratie en uitbreiding vanaf eind 1970 betrokken door de academie. Het verbleef er tot de vroege jaren 1990.
Omstreeks 1995 was de opleiding onderdeel van de Hogeschool voor de Kunsten Maastricht. De academie veranderde haar naam naar Academie van Bouwkunst Maastricht en werd later opgenomen in het Maastricht Institute of Arts.

## Bekende docenten
Bekende docenten van de academie zijn/waren:
- Harry Koene
- Jo Coenen
- Wim van den Bergh
- Jo Janssen